# Дуино

Замок в Дуино.

Дуино (итал. Duino, словен. Devin, нем. Tybein, Thübein) — приморская часть коммуны Дуино-Ауризина (провинция Триест, регион Фриули-Венеция-Джулия, Италия). Лежит к северу-западу от порта Триест. Население — 8753 жителя.
Дуино известен двумя замками, первый из которых был построен в XI веке и ныне лежит в развалинах, второй высится на вершине приморской скалы с начала XV века, а с XIX века находится во владении княжеского семейства Турн-и-Таксисов. На всю Европу замок прославил французский писатель Шарль Нодье, поместивший в Дуино действие своего романа «Жан Сбогар» (1818).
В Дуино умер физик Людвиг Больцман (покончил жизнь самоубийством), а Райнер Мария Рильке начал писать свои «Дуинские элегии» — одно из ключевых произведений модернистской поэзии. Имя поэта получила тропа Рильке, берущая своё начало непосредственно от Нового замка, проходящая по всему скалистому берегу до деревушки Систиана. Живописная дорожка является одним из излюбленных мест отдыха местного населения и окрестных городов. 
В годы Первой мировой войны Новый замок подвергался обстрелу с моря. В годы Второй мировой войны в парке замка был вырыт бункер, который открыт для посещений наравне с парком и отдельными помещениями Нового замка. Новый и Старый замки являются частной собственностью. Посещения могут быть ограничены.
В Дуино располагается Адриатический колледж объединенного мира (англ. United World College of the Adriatic, UWCAd).